# Peter McCullough
 (septembre 2014).
Pour les articles homonymes, voir McCullough et Peter A. McCullough.
Peter R. McCullough (prononcer [mə.ˈkʌ.lə]), né le 20 août 1964 à Providence dans le Rhode Island aux États-Unis, est un astronome américain, fondateur du projet XO (en) et découvreur d'exoplanètes en transit dont XO-1b (en),. Peu après que les États-Unis ont déclassifié la technique d'optique adaptative par "phare laser" en 1991, il a identifié des disques de poussières autour d'étoiles nouvelles, appelées plus tard disques protoplanétaires ionisés (ou proplyds), dans des observations de la nébuleuse d'Orion faites avec la Starfire Optical Range (en). Les astronomes John Gaustad, McCullough et David Van Buren et l'ingénieur Wayne Rosing (en) ont cartographié l'intégralité du ciel austral dans la longueur d'onde de la transition alpha de l'hydrogène (Hα) avec une sensibilité suffisante pour séparer la Voie lactée du fond cosmique micro-ondes,. Les modifications de McCullough au modèle de la sphère de Strömgren produisent généralement des résultats plus réalistes que l'original.

## Éducation
Après des études primaires et secondaires au Massachusetts et en Caroline du Nord, McCullough a obtenu son diplôme de Bachelor of Science en physique en 1986 à l'Université de Caroline du Nord à Chapel Hill. Il fait un voyage autour du monde avant d'intégrer l'Université de Californie à Berkeley, où il obtient un doctorat en astrophysique en 1993.

## Travaux
McCullough a été membre postdoctoral du programme de recherches scientifiques de Hubble, puis professeur asssistant au département d'astronomie de l'Université de l'Illinois à Urbana-Champaign. En 2002, il part travailler à Baltimore, dans le Maryland pour travailler au Space Telescope Science Institute, sur les télescopes spatialux Hubble et James Webb ((ou JWST). Il fait également partie de l'équipe scientifique de TESS, le Transiting Exoplanet Survey Satellite. En 2009-2010, il est professeur invité au Smithsonian Astrophysical Observatory et à l'Institut d'astrophysique de Paris (IAP).

## Honneurs et récompenses
McCullough a réçu de nombreuses récompenses tout au long de sa carrière. Son parcours jusqu'aux diplômes résulte entièrement de bourses au mérite,. La NASA lui a remis un prix d'étudiant-chercheur et une bourse doctorale. Il a également reçu une bourse Sloan de la Fondation Alfred P. Sloan. En signe de reconnaissance de son enseignement et de ses recherches universitaires, la Fondation nationale pour la science lui a remis un prix CAREER (en) et la Research Corporation for Science Advancement (en) l'a sélectionné comme boursier Cottrell.

## Vie privée
McCullough est marié à l'astronome Margaret Meixner, rencontrée à l'âge de 22 ans. Le couple a deux enfants. Sa mère était bibliothécaire de recherche et poète. Son père était ingénieur occéanographe. Il est également lié à l'historien David McCullough, ainsi qu'à l'entreprise McCullough Electric Company.